# Conclave de 1903

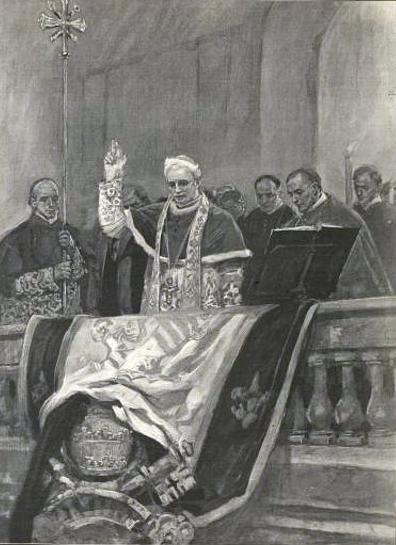
Première apparition du nouveau pape Pie X à l'issue du conclave.

Le conclave de 1903 a élu le pape Pie X pour succéder à Léon XIII.

## Un favori contesté
Le Sacré Collège qui se réunit au conclave a été entièrement nommé par Léon XIII, dont le pontificat a duré 25 ans, à la seule exception du cardinal Oreglia, créé cardinal par Pie IX. Léon XIII avait cependant pris soin de maintenir l'équilibre entre le courant conservateur et le courant libéral. Le cardinal Rampolla, secrétaire d'État, fait alors figure de favori et représente la poursuite de la politique du pape défunt, avec le soutien du courant libéral. Le courant conservateur, quant à lui, réuni autour du cardinal Oreglia, souhaite une remise en cause de cette politique jugée trop proche du modernisme. L'importance de cette opposition se manifeste lors de la mort brutale de Mgr Volpini, secrétaire du Sacré Collège, qui aurait dû être le secrétaire du conclave. Les cardinaux doivent alors élire son successeur, et le cardinal Rampolla se prononce pour Giacomo Della Chiesa, futur Benoît XV. Mais c'est Merry Del Val qui l'emporte, porté par les partisans d'une rupture conservatrice avec le pontificat de Léon XIII, ce qui augure une élection plus difficile pour Rampolla.
À noter que le doyen du Collège des cardinaux interdit, lors de ce conclave, la procédure de vote par accessus, en usage depuis le XVe siècle.

## La dernière "exclusive" de l'histoire
Au cours du conclave, le cardinal Puzyna, archevêque de Cracovie, fait connaître le véto de François-Joseph, empereur d'Autriche-Hongrie, détenteur d'un droit d'exclusive, à une éventuelle élection du cardinal Rampolla, jugé progressiste et proche de la France. Cette méfiance est également partagée par l'empereur d'Allemagne, Guillaume II,. L'archevêque de Cracovie reçoit d'ailleurs l'appui de Georg von Kopp, prince-évêque de Breslau et proche de Guillaume II.
Cette déclaration est mal reçue par les cardinaux, et n'empêche pas Rampolla d'arriver en tête des suffrages, lors des premiers tours, face au cardinal Gotti, qui représente le courant conservateur. Mais il peine à rassembler plus de la moitié des voix, alors qu'il faut atteindre les deux tiers. Les cardinaux français, qui craignent l'élection d'un pape conservateur et hostile à la France, lui demandent alors de se prononcer en faveur d'un autre candidat permettant un compromis. Devant son refus de céder à la pression politique, les deux partis campent sur leurs positions.
De son côté, le discret cardinal Sarto, qui était parvenu au patriarcat de Venise avec l'appui autrichien, reçoit des voix dès le 1er tour de scrutin. Il dissuade plusieurs fois les cardinaux de voter pour lui, mais tout le camp anti-Rampolla finit par se reporter sur lui, ainsi qu'un certain nombre de cardinaux français. Il accepte son élection le 4 août, après avoir obtenu 50 voix contre 10 à Rampolla.
Il choisit le nom de Pie, en souvenir des papes du XIXe siècle qui ont « courageusement lutté contre les sectes et les erreurs pullulantes, » et remplace à la secrétairerie d'État Rampolla par Merry Del Val. Il est couronné le 9 août.
L'une des premières décisions de Saint Pie X est d'abolir la pratique de l'exclusive dans la constitution apostolique Commissum nobis.

## Participants
- Retardataires: Aucun.
- Absents: 
  - Michelangelo Celesia, O.S.B., archevêque de Palerme, pour cause de maladie (Italie)
  - Francis Patrick Moran, archevêque de Sydney ne fait pas le voyage, sachant qu'il ne pourrait pas arriver à temps (Australie)
- Cardinaux présents: 
  - Antonio Agliardi, cardinal-évêque d'Albano (Italie)
  - Andrea Aiuti, archevêque titulaire de Damiette (de), nonce apostolique au Portugal (en) (Italie)
  - Bartolomeo Bacilieri, évêque de Vérone (Italie)
  - Giulio Boschi, archevêque de Ferrare (Italie)
  - Alfonso Capecelatro di Castelpagano, C.O., archevêque de Capoue (Italie)
  - Giovanni Battista Casali del Drago (Italie)
  - Salvador Casañas y Pagés, évêque de Barcelone (Espagne)
  - Francesco di Paola Cassetta, titulaire du Patriarcat de Nicomédie (Italie)
  - Felice Cavagnis, pro-secrétaire de la Curie romaine (Italie)
  - Beniamino Cavicchioni, archevêque titulaire de Nazianze, secrétaire du Conseil auprès de la Curie romaine (Italie)
  - Pierre-Hector Coullié, archevêque de Lyon (France)
  - Serafino Cretoni, archevêque titulaire de Damas (de), préfet de la Congrégation des rites (Italie)
  - Francesco Salesio Della Volpe, préfet de la Chambre apostolique (Italie)
  - Angelo Di Pietro, archevêque titulaire de Nazianze (Italie)
  - Andrea Carlo Ferrari, archevêque de Milan (Italie)
  - Domenico Ferrata, archevêque titulaire de Thessalonique (de) (Italie)
  - Anton Hubert Fischer, archevêque de Cologne (Allemagne)
  - Giuseppe Francica-Nava di Bontifé, archevêque de Catane (Italie)
  - Casimiro Gennari, archevêque titulaire de Naupacte (de) (Italie)
  - James Gibbons, archevêque de Baltimore (États-Unis)
  - Pierre-Lambert Goossens, archevêque de Malines-Bruxelles (Belgique)
  - Girolamo Maria Gotti, O.C.D., archevêque titulaire de Petra, préfet de la Congrégation "propaganda fide" (Italie)
  - Anton Josef Gruscha, archevêque de Vienne (Autriche-Hongrie)
  - Sebastián Herrero y Espinosa de los Monteros, archevêque de Valence (Espagne)
  - Johannes Baptist Katschthaler, archevêque de Salzbourg (Autriche-Hongrie)
  - Georg von Kopp, archevêque de Breslau (Allemagne)
  - Guillaume-Marie-Joseph Labouré, archevêque de Rennes (France)
  - Benoît Langénieux, archevêque de Reims (France)
  - Victor-Lucien-Sulpice Lécot, archevêque de Bordeaux (France)
  - Michael Logue, archevêque d'Armagh (Royaume-Uni de Grande-Bretagne et d'Irlande)
  - Luigi Macchi (Italie)
  - Achille Manara, évêque d'Ancône et de Numana (Italie)
  - José María Martín de Herrera y de la Iglesia, archevêque de Saint-Jacques de Compostelle (Espagne)
  - Sebastiano Martinelli, O.S.A., archevêque titulaire d'Éphèse (de) (Italie)
  - François-Désiré Mathieu, archevêque émérite de Toulouse (France)
  - Mario Mocenni, cardinal-évêque de Sabina (Italie)
  - José Sebastião d'Almeida Neto, O.F.M., patriarche de Lisbonne (Portugal)
  - Carlo Nocella, patriarche latin de Constantinople (Italie)
  - Adolphe Perraud, évêque d'Autun (France)
  - Raffaele Pierotti, O.P. (Italie)
  - Gennaro Portanova, archevêque de Reggio de Calabre (Italie)
  - Giuseppe Prisco, archevêque de Naples (Italie)
  - Jan Puzyna de Kosielsko, prince-archevêque de Cracovie (Autriche-Hongrie)
  - Mariano Rampolla, secrétaire d'État (Italie)
  - Pietro Respighi, archevêque émérite de Ferrare (Italie)
  - Agostino Gaetano Riboldi, archevêque de Ravenne (Italie)
  - François-Marie-Benjamin Richard, archevêque de Paris (France)
  - Agostino Richelmy, archevêque de Turin (Italie)
  - Ciriaco María Sancha y Hervás, archevêque de Tolède (Espagne)
  - Alessandro Sanminiatelli Zabarella, patriarche titulaire de Tyane (de) (Italie)
  - Giuseppe Melchiorre Sarto, patriarche de Venise (Italie)
  - Francesco Satolli, évêque de Frascati, préfet de la Congrégation pour les études (Italie)
  - Francesco Segna (Italie)
  - Lev Skrbenský z Hříště, archevêque de Prague (Autriche-Hongrie)
  - Luigi Oreglia di Santo Stefano, doyen du Collège des cardinaux (Italie)
  - Andreas Steinhuber, S.J. (Allemagne)
  - Domenico Svampa, archevêque de Bologne (Italie)
  - Emidio Taliani, archevêque titulaire de Sébaste (de), nonce apostolique d'Autriche-Hongrie (en) (Italie)
  - Luigi Tripepi, préfet de la Congrégation des rites (Italie)
  - Serafino Vannutelli, cardinal-évêque de Porto-Santa Rufina, préfet de la Congrégation des cérémonies (Italie)
  - Vincenzo Vannutelli, cardinal-évêque de Palestrina (Italie)
  - Kolos Ferenc Vaszary, archevêque d'Esztergom (Autriche-Hongrie)
  - José de Calasanz Félix Santiago Vives y Tutó, O.F.M. Cap. (Espagne)
- Cardinaux par pays (participant):
  - Royaume d'Italie - 38
  - République française - 7
  - Empire austro-hongrois - 5
  - Royaume d'Espagne - 5
  - Empire allemand - 3
  - Royaume de Belgique - 1
  - Royaume-Uni de Grande-Bretagne et d’Irlande - 1
  - Royaume du Portugal - 1
  - États-Unis d'Amérique - 1
  - Total - 62